# Aerostato (Szinyei Merse)
Il dipinto Aerostato è opera del pittore ungherese Pál Szinyei Merse e rappresenta una ascensione in mongolfiera, cui egli fu presente.

## Storia e descrizione
Il titolo in ungherese di questo quadro è: Léghajó e il suo sottotitolo - nella traduzione italiana - è: Bèla Probstner si congeda dal comitato Sáros. Pál Szinyei Merse era realmente presente a questa ascensione in pallone di suo cognato Bèla Probstner, avvenuta nei cieli dell'Ungheria settentrionale, e ne trasse spunto per un quadro di grande invenzione: è la documentazione di un fatto realmente accaduto, è una invenzione pittorica originale e di grande efficacia, è la rappresentazione di una conquista della scienza e della tecnica, è la gioiosa concretizzazione del sogno umano di librarsi con le proprie forze verso l'alto.
Nel dipinto il profilo della terra, dipinto nei toni del verde e del bruno, resta in basso, appena accennato da qualche cima d'albero e da tetti, confusi nella lontananza; anche il volo degli uccelli è più basso, rispetto alla piccola figura dell'uomo sospeso nell'aria, che si protende a salutare gli amici agitando un fazzoletto; immenso e azzurro è il cielo, solcato da nubi leggere, su cui si alza il grandioso pallone colorato che è protagonista dell'evento, realmente accaduto. che ha ispirato il dipinto. Galleggiare nell'aria rappresenta sia libertà dal peso della legge di gravità, sia conquista di libertà di pensiero, sia attrazione verso libertà d'espressione artistica. Nonostante questa somma di libertà umane, si resta sempre in vista della concretezza della terra e della natura. 
Staccarsi dalla superficie della terra e prendere il volo è stata una conquista di fine Settecento; ma raramente gli uomini si erano serviti dell'aerostato, come mezzo di trasporto. A metà dell'Ottocento le tecniche furono modernizzate e l'invenzione fu utilizzata, in particolare, per far viaggiare la posta. Particolare fu l'utilizzo, nel 1870, durante l'assedio di Parigi.
Altri dipinti di Pál Szinyei Merse, collegati ad una esperienza diretta della natura, sono Risveglio della primavera, Disgelo (1884-1885) e, soprattutto, Allodola, dove egli ha rappresentato un turbine di morbide nubi bianche, volanti sopra un verde prato, su cui è stesa una fanciulla nuda. Pál Szinyei Merse è stato il primo pittore, originario dell'Europa centrale, ad aderire all'impressionismo.

### Esposizioni del dipintoAerostato
- 1912, Ernst Museum, Budapest
- 1912, Mostra personale di Pál Szinyei Merse, Budapest
- 1948-1956, Mostra permanente di Pál Szinyei Merse,  Museo delle belle arti, Budapest
- 1978, Leichter als Luft, Westfalisches Landesmuseum, Münster
- 1983-1984, Pittura ungherese, Mexico-City
- 1984-1990, Mostra permanente, Magyar Nemzeti Galéria, Budapest
- 1990, Pál Szinyei Merse e la sua cerchia, Magyar Nemzeti Galéria, Budapest
- 1990, Landschaft im Licht,  Kunsthaus, Zurigo[3]
- 1991, Il lavoro dell'uomo da Goya a Kandinskij, Braccio di Carlo Magno, Città del Vaticano[4]